# Кортикальная карта
Кортикальные карты — это совокупности (области) миниколонок в коре головного мозга, которые были идентифицированы как выполняющие определенную функцию обработки информации (текстурные карты, цветовые карты, контурные карты и т. д.).

## Кортикальные карты
Корковая организация, особенно сенсорных систем, часто описывается с помощью карт.  Например, сенсорная информация от ступни проецируется на один участок коры, а проекция от руки — на другой участок. В результате этой соматотопической организации сенсорных входов в кору корковое представление тела напоминает карту (или гомункула).
В конце 1970-х и начале 1980-х годов несколько групп учёных начали изучать последствия удаления части сенсорной информации. Майкл Мерцених, Джон Каас и Дуг Расмуссон использовали корковую карту в качестве зависимой переменной. Они обнаружили — и с тех пор это было подтверждено большим количеством лабораторий — что если корковая карта лишена своих входных данных, она активируется позднее в ответ на другие, обычно соседние входные сигналы. По крайней мере, в соматической сенсорной системе, в которой это явление изучено наиболее тщательно, Дж. Т. Уолл и Дж. Сюй проследили механизмы, лежащие в основе этой пластичности. Реорганизация не возникает в коре головного мозга, а происходит на каждом уровне иерархии обработки; это вызывает изменения карты, наблюдаемые в коре головного мозга. 
Мерцених и Уильям Дженкинс (1990) инициировали исследования, связывающие сенсорный опыт без патологических возмущений с наблюдаемой корой пластичностью в соматосенсорной системе приматов, обнаружив, что сенсорные участки, активируемые в сопровождаемом оперантном поведении, увеличивают свое корковое представительство . Вскоре после этого Форд Эбнер и его коллеги (1994) предприняли аналогичные попытки в коре ствола усов грызунов (также соматической сенсорной системе). Эти две группы в значительной степени разошлись на протяжении многих лет. Эбнер, Мэтью Даймонд, Майкл Армстронг-Джеймс, Роберт Сачдев, Кевин Фокс сосредоточили усилия на изучении ствола усов грызунов, и были достигнуты большие успехи в идентификации локуса изменений в кортикальных синапсах, экспрессирующих рецепторы NMDA, и в причастности холинергических входов как необходимых для нормального самовыражения. Однако в исследованиях на грызунах мало уделялось внимания поведенческой стороне, и Рон Фростиг и Дэниел Полли (1999, 2004) определили, что поведенческие манипуляции оказывают существенное влияние на пластичность коры в этой системе.
Мерцених и Д.Т. Блейк (2002, 2005, 2006) использовали корковые имплантаты для изучения эволюции пластичности как соматосенсорной, так и слуховой систем. Обе системы показывают схожие изменения в отношении поведения. Когда стимул когнитивно связан с подкреплением, его корковое представительство усиливается и расширяется. В некоторых случаях корковые репрезентации могут увеличиться в два-три раза за 1-2 дня, когда впервые приобретается новое сенсомоторное поведение, и изменения в основном завершаются в течение максимум нескольких недель. Контрольные исследования показывают, что эти изменения вызваны не только сенсорным опытом: они требуют изучения сенсорного опыта и наиболее сильны для стимулов, связанных с вознаграждением, и происходят с одинаковой легкостью как в оперантном, так и в классическом условном поведении.
Интересным явлением, связанным с корковыми картами, является возникновение фантомных конечностей (см. обзор Рамачандрана). Это чаще всего описывается у людей, перенесших ампутацию кистей, рук и ног, но не ограничивается конечностями. Ощущение фантомной конечности, которое, как считается  возникает в результате дезорганизации карты мозга и неспособности получать информацию из целевой области, может быть раздражающим или болезненным. Кстати, эффект чаще наблюдает после неожиданных травматических, чем после плановых ампутаций. Существует высокая корреляция со степенью физического переназначения и степенью фантомной боли. По мере того, как она исчезает, она представляет собой захватывающий функциональный пример новых нейронных связей в мозгу взрослого человека.
Норман Дойдж, следуя примеру Майкла Мерцениха, разделяет проявления нейропластичности на адаптации, имеющие положительные или отрицательные поведенческие последствия. Например, если организм может восстановиться после инсульта до нормального уровня работоспособности, такую адаптивность можно рассматривать как пример «положительной пластичности». Чрезмерный рост нейронов, приводящий к спастичности или тоническому параличу, или чрезмерное высвобождение нейротрансмиттеров в ответ на повреждение, которое может привести к гибели нервных клеток; это следует рассматривать как «отрицательную» пластичность. Кроме того, наркомания и обсессивно-компульсивное расстройство считаются доктором Дойджем примерами «негативной пластичности», поскольку синаптическая перестройка, приводящая к такому поведению, также крайне неадекватна.
Исследование 2005 года показало, что эффекты нейропластичности проявляются даже быстрее, чем ожидалось ранее. Мозг студентов-медиков был визуализирован в период, когда они готовились к экзаменам. В течение нескольких месяцев серое вещество студентов значительно увеличилось в задней и латеральной теменной коре.